# Eugene Power
Eugene Barnum Power (ur. 4 czerwca 1905, zm. 6 grudnia 1993) – amerykański przedsiębiorca, filantrop, założyciel nowoczesnego przemysłu mikrofilmowego i pionier w wykorzystaniu mikrofilmów do reprodukcji publikacji naukowych.

## Życie i kariera
Eugene Barnum Power urodził się w Traverse City w stanie Michigan 4 czerwca 1905 roku. W 1927 roku uzyskał tytuł licencjata, a tytuł MBA w 1930 roku, oba na Uniwersytecie Michigan. Ożenił się z Sadye L. Harwick w 1929 roku. Para miała jednego syna, Philipa. Jego żona zmarła w 1991 roku.
Podczas II wojny światowej Power kierował mikrofilmowaniem tysięcy rzadkich książek i innych materiałów drukowanych w brytyjskich bibliotekach. Zapłacił bibliotece minimalną opłatę za ekspozycję, a następnie zabrał film do Stanów Zjednoczonych, gdzie sprzedawał kopie amerykańskim bibliotekom. Pomysł był zarówno sprytnym układem biznesowym, jak i korzyścią dla amerykańskich naukowców, którzy nie mieli dostępu do europejskich zbiorów bibliotecznych. Była to także pomysłowa forma konserwacji w świetle wojennych zagrożeń dla bibliotek. W latach 70. Królowa Elżbieta II mianowała Powera za osiągnięcia tytułem szlacheckim.
W 1938 roku Power założył University Microfilms International w Ann Arbor w stanie Michigan, któremu powszechnie przypisuje się wynalezienie „mikropublikacji”. Później firma połączyła mikrofilm z kserografią, pomagając w ponownym udostępnieniu do obiegu wyczerpanych nakładów książek. Firma była również pionierem w modelu biznesowym publikowania rozpraw doktorskich o ograniczonym zainteresowaniu, stając się wydawcą wszystkich rozpraw w USA w 1951 roku. Firma University Microfilms została przejęta przez Xerox Corporation w 1962 roku za 8 milionów dolarów. Power kontynuował pracę dla Xerox do jego obowiązkowej emerytury w 1970 roku. Założona przez niego firma działa pod nazwą ProQuest.
Power służył przez dwie kadencje jako regent Uniwersytetu Michigan, zasiadał w radzie National Endowment for the Humanities i został prezesem Stowarzyszenia Rad Zarządzających Uniwersytetów i Kolegiów w 1970 roku, a w 1975 roku został wybrany do Amerykańskiego Towarzystwa Filozoficznego.
W 1987 roku wyspa Marion na jeziorze Michigan została przemianowana na „Power Island”. Power zmarł na chorobę Parkinsona w 1993 roku w wieku 88 lat.

## Filantropia
W 1967 roku Power założył Fundację Power na rzecz filantropii. Przekazał fundusze na założenie „Power Center for the Performing Arts” na swojej macierzystej uczelni, Uniwersytet w Michigan. Ufundował także program stypendialny na uniwersytecie (przez wiele lat związanym z Magdalene College na Uniwersytecie Cambridge) i pomógł kupić miejsce bitwy pod Hastings w Anglii, aby uchronić je przed spekulacjami na rynku nieruchomości.
W 2018 roku jego syn i synowa, Philip i Kathy Power, podarowali pokaźną rodzinną kolekcję sztuki Eskimosów, Muzeum Sztuki Uniwersytetu Michigan. Zbiór obejmował ponad 200 kamiennych rzeźb i rycin, a jego wartość przekroczyła 2,5 miliona dolarów. Przekazał także darowiznę w wysokości 2 milionów dolarów na zainicjowanie i bezterminowe finansowanie programu Power Family.